# Antsirabe (Diana)
Antsirabe is een plaats in Madagaskar gelegen in de regio Diana. In 2001 telde de plaats bij de volkstelling 3405 inwoners.
In de plaats is basisonderwijs beschikbaar. 90% van de bevolking is landbouwer en 1,5 % houdt zich bezig met veeteelt. Er wordt met name rijst en koffie verbouwd, maar catechu en peper komen ook voor. Zo'n 8% van de bevolking van de kustplaats voorziet zich via visserij in levensonderhoud en 0,5% is werkzaam in de dienstensector.